# 班納鎮區 (堪薩斯州史蒂文斯縣)
班納鎮區（英語：Banner Township）是位於美國堪薩斯州史蒂文斯縣的一個行政鎮區。

## 地方資料
班納鎮區的面積為277.12平方千米，當中陸地面積為277.12平方千米，而水域面積為0.00平方千米。根據2010年美國人口普查的數據，當地共有人口192人，而人口密度為每平方千米0.69人。

## 外部連結
- US-Counties.com
- City-Data.com （页面存档备份，存于）